# Orcet
Cet article possède un paronyme, voir Orsay.
Orcet est une commune française, située dans le département du Puy-de-Dôme en région Auvergne-Rhône-Alpes. Elle fait partie de l'aire d'attraction de Clermont-Ferrand.
Ses habitants sont appelés les Orcetois.

## Géographie

### Localisation
Orcet est située à une dizaine de kilomètres au sud-est de Clermont-Ferrand.
Six communes sont limitrophes :
|                  | Cournon-d'Auvergne | Le Cendre            |
| La Roche-Blanche | Orcet              |                      |
| Le Crest         | Veyre-Monton       | Les Martres-de-Veyre |

### Hydrographie
La commune est traversée par l'Auzon, affluent rive gauche de l'Allier long de 27 km prenant sa source à Saint-Genès-Champanelle, au cœur de la chaîne des Puys.

### Climat
Pour des articles plus généraux, voir Climat d'Auvergne-Rhône-Alpes et Climat du Puy-de-Dôme.
En 2010, le climat de la commune est de type climat du Bassin du Sud-Ouest, selon une étude du Centre national de la recherche scientifique s'appuyant sur une série de données couvrant la période 1971-2000. En 2020, Météo-France publie une typologie des climats de la France métropolitaine dans laquelle la commune est exposée à un climat de montagne ou de marges de montagne et est dans la région climatique Nord-est du Massif Central, caractérisée par une pluviométrie annuelle de 800 à 1 200 mm, bien répartie dans l’année.
Pour la période 1971-2000, la température annuelle moyenne est de 11,2 °C, avec une amplitude thermique annuelle de 16,5 °C. Le cumul annuel moyen de précipitations est de 592 mm, avec 8,4 jours de précipitations en janvier et 6,6 jours en juillet. Pour la période 1991-2020, la température moyenne annuelle observée sur la station météorologique de Météo-France la plus proche, « Plauzat_sapc », sur la commune de Plauzat à 9 km à vol d'oiseau, est de 11,3 °C et le cumul annuel moyen de précipitations est de 606,8 mm,. Pour l'avenir, les paramètres climatiques de la commune estimés pour 2050 selon différents scénarios d'émission de gaz à effet de serre sont consultables sur un site dédié publié par Météo-France en novembre 2022.

## Urbanisme

### Typologie
Au 1er janvier 2024, Orcet est catégorisée ceinture urbaine, selon la nouvelle grille communale de densité à sept niveaux définie par l'Insee en 2022.
Elle appartient à l'unité urbaine d'Orcet, une unité urbaine monocommunale constituant une ville isolée,. Par ailleurs la commune fait partie de l'aire d'attraction de Clermont-Ferrand, dont elle est une commune de la couronne,. Cette aire, qui regroupe 209 communes, est catégorisée dans les aires de 200 000 à moins de 700 000 habitants,.

### Occupation des sols
L'occupation des sols de la commune, telle qu'elle ressort de la base de données européenne d’occupation biophysique des sols Corine Land Cover (CLC), est marquée par l'importance des territoires agricoles (75 % en 2018), en diminution par rapport à 1990 (77,9 %). La répartition détaillée en 2018 est la suivante : terres arables (41,4 %), zones agricoles hétérogènes (31,5 %), zones urbanisées (24,4 %), cultures permanentes (2,1 %), milieux à végétation arbustive et/ou herbacée (0,5 %). L'évolution de l’occupation des sols de la commune et de ses infrastructures peut être observée sur les différentes représentations cartographiques du territoire : la carte de Cassini (XVIIIe siècle), la carte d'état-major (1820-1866) et les cartes ou photos aériennes de l'IGN pour la période actuelle (1950 à aujourd'hui).

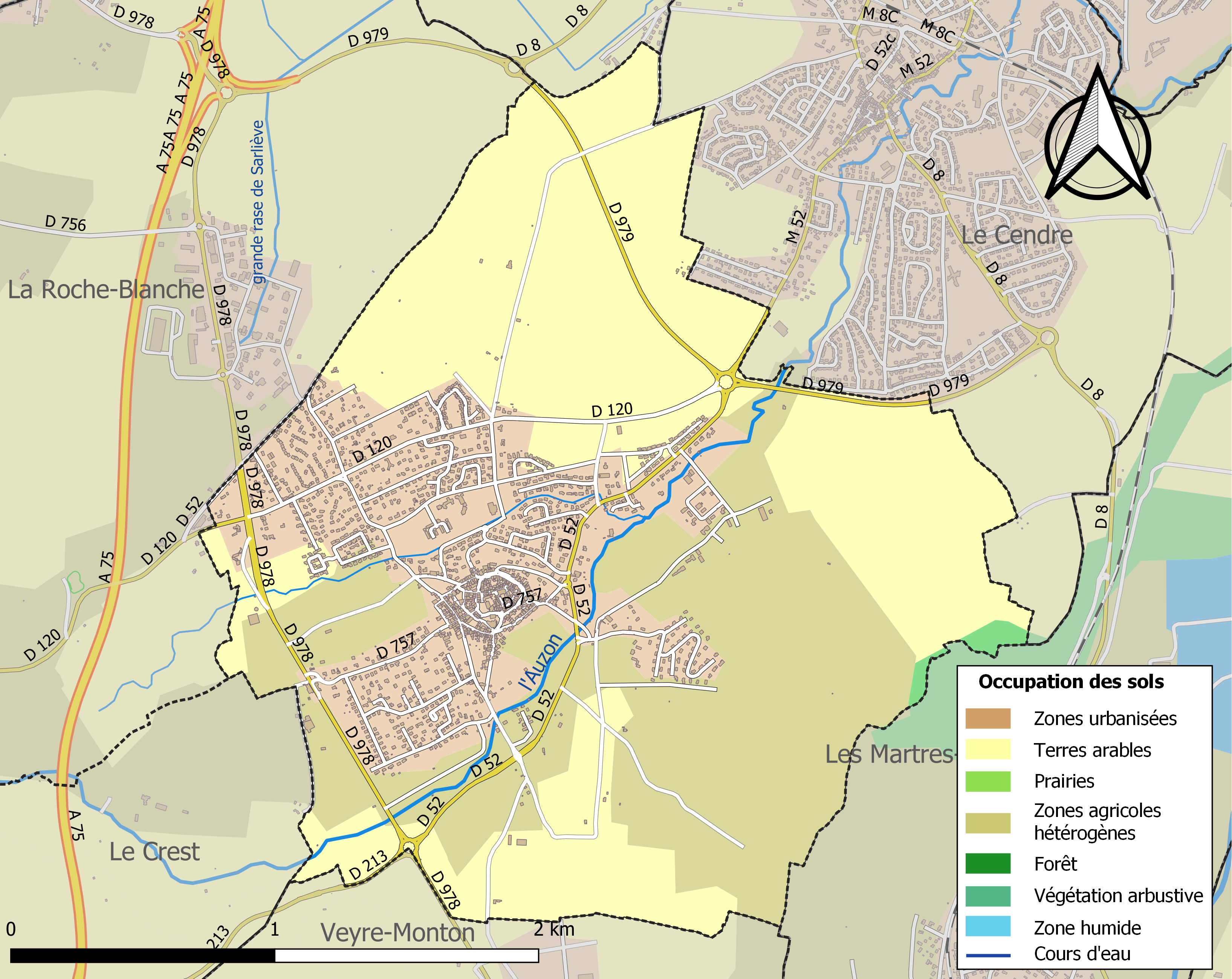
Carte des infrastructures et de l'occupation des sols de la commune en 2018 (CLC).

### Voies de communication et transports
Orcet est à 3 km au sud-est de l'échangeur no 4 de l'autoroute A75 et à 3 km au nord-est de l'échangeur no 5 de la même autoroute.
Le territoire communal est traversé par les routes départementales 52 (liaison du carrefour giratoire avec les RD 213 et 978 à l'est de l'agglomération clermontoise), 120 (de La Roche-Blanche au giratoire avec les RD 52 et 979), 757, 978 (ancienne route nationale 9) passant à l'ouest via Petit Orcet et 979.

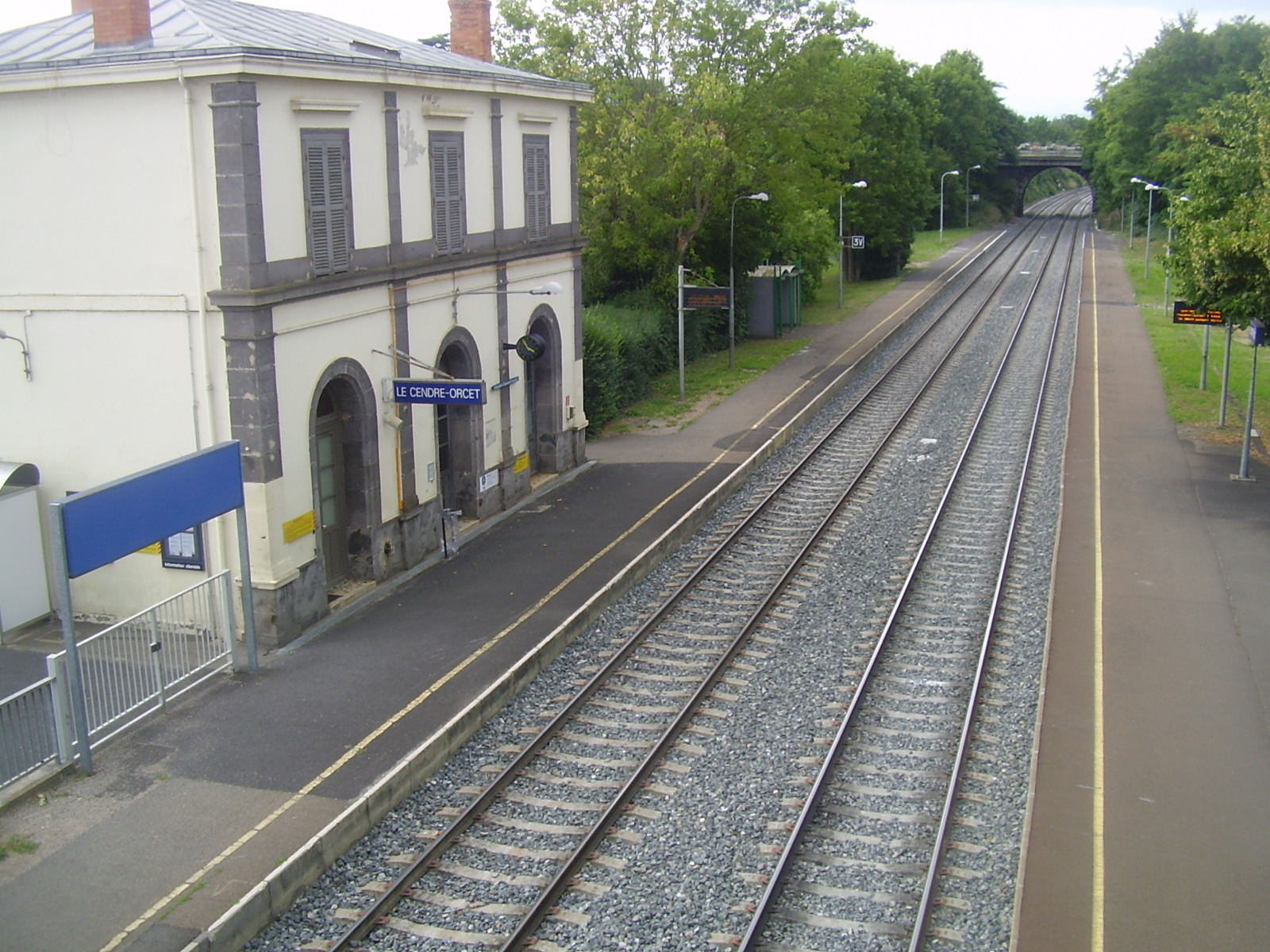
Gare du Cendre - Orcet en 2009.

Orcet ne dispose pas de gare à l'intérieur de ses limites communales ; la gare est située sur la commune limitrophe du Cendre mais porte le nom de « gare du Cendre-Orcet ».

### Risques naturels et technologiques
La commune est soumise au risque sismique, en zone de sismicité modérée,.

## Histoire

### Protohistoire
La culture cardiale (Néolithique ancien), typique du midi de la France mais présente aussi en Auvergne et dans la région lyonnaise, est attestée sur le site du Tourteix,.
On trouve sur Orcet des signes d'occupation datés de l'âge du bronze.[réf. nécessaire]

### Époque gauloise
Lors des fouilles sur la zone des Sagnes, à proximité de l'Auzon, un probable petit site rural de la fin du second âge du fer (Ier siècle avant notre ère) a été identifié. Dans l'Antiquité, la région faisait partie du royaume des Arvernes, dont le roi Vercingétorix est resté célèbre pour son opposition à la conquête de la Gaule par Jules César, avant de tomber sous le giron des Romains.

### Époque gallo-romaine
La bataille de Gergovie: Le Camp de César :
L'ensemble Gergovie, La Roche Blanche et Orcet fait partie des 3 seuls ensembles identifiés correspondant aux batailles décrites dans la Guerre des Gaules avec Alésia et Uxellodunum. Lors de la guerre des Gaules et du siège de Gergovie, Jules César avait installé une partie de son campement à la bordure du village. Quatre bornes délimitent l'emplacement du Grand Camp au lieu-dit La Serre d'Orcet (également appelé le plateau du Tourteix) et sur l'avenue de Gergovie. Le Petit Camp était situé sur la commune de La Roche Blanche. Entre les deux, un double fossé avait été creusé sur la ligne de crête. Il a pu être identifié lors des différentes fouilles notamment sur sa partie situé sur le Petit Orcet.
Les autres données archéologiques:
A part le grand camp de César, d'autres restes datant de l'époque gallo-romaine ont été retrouvés.
La voie romaine :
Une rue d'Orcet est appelée "voie romaine". Jusqu'au début du XXème siècle, elle laissait apparaître un dallage régulier de grosses pierres avec des traces parallèles laissées par le passage des chars avant d'être recouverte pour le passage des voitures. Elle se poursuit par la rue de la Narse en direction de Veyre-Monton et les Martres de Veyres. Elle ferait partie de la via rustica qui descend dans le sud en direction de Narbonne en passant par Massiac et Javols.

### Époque franque
La première mention du village d'Orcet (sous le nom d'Ursicide)  apparait dans le Testament de Théodechilde, fille de Clovis, fille de Thierry Ier, fils de Clovis qui guerroya un certain nombre de fois en Auvergne lors de la création du monastère de Saint Pierre-le-Vif près de Sens. Il est mentionné alors "une métairie appelée Ursicide avec ses manoirs, les serfs qui y demeurent et les vignes appartenant au domaine, dans leur entier". Ce domaine faisait partie des domaines d'Auvergne appartenant à un certain Basolus, riche gallo-romain battu par Thierry Ier près de Mauriac. On voit donc qu'un domaine gallo-romain préexistait probablement.

### Moyen Âge
Il fut fortifié par Guillaume VII dit Le Jeune, comte d'Auvergne, à partir de 1145. Il est la propriété des seigneurs d'Orcet du XIIIe au début du XVIIe siècle lorsqu'il fut racheté par la famille Aragonnès.

## Politique et administration

### Découpage territorial
La commune d'Orcet est membre de la communauté de communes Mond'Arverne Communauté, un établissement public de coopération intercommunale (EPCI) à fiscalité propre créé le 1er janvier 2017 siégeant à Veyre-Monton, et par ailleurs membre d'autres groupements intercommunaux. Jusqu'en 2016, elle faisait partie de la communauté de communes Gergovie Val d'Allier Communauté.
Sur le plan administratif, elle est rattachée à l'arrondissement de Clermont-Ferrand, à la circonscription administrative de l'État du Puy-de-Dôme et à la région Auvergne-Rhône-Alpes. De 1793 à 1835, Orcet faisait partie du canton des Martres-de-Veyre. En 1835, Orcet se scinde avec Le Cendre mais le canton devient celui de Veyre-Monton (jusqu'en 2015).
Sur le plan électoral, elle dépend du canton des Martres-de-Veyre pour l'élection des conseillers départementaux, depuis le redécoupage cantonal de 2014 entré en vigueur en 2015, et de la quatrième circonscription du Puy-de-Dôme pour les élections législatives, depuis le dernier découpage électoral de 2010.

### Élections municipales et communautaires

#### Élections de 2020
Le conseil municipal d'Orcet, commune de plus de 1 000 habitants, est élu au scrutin proportionnel de liste à deux tours (sans aucune modification possible de la liste), pour un mandat de six ans renouvelable. Compte tenu de la population communale, le nombre de sièges à pourvoir lors des élections municipales de 2020 est de 23. Les vingt-trois conseillers municipaux sont élus au premier tour avec un taux de participation de 50,22 %, dont la répartition est la suivante : vingt sièges issus de la liste de Dominique Guélon et trois sièges issus de la liste de Xavier Dubois.
Trois sièges sont attribués à la commune au sein du conseil communautaire de la communauté de communes Mond'Arverne Communauté : ils sont issus de la liste de Dominique Guélon.

#### Chronologie des maires
| Période                                  | Période                    | Identité                   | Étiquette | Qualité |
| ---------------------------------------- | -------------------------- | -------------------------- | --------- | --- |
| Les données manquantes sont à compléter. |                            |                            |           | |
| 1800                                     | 1817                       | Jean-Pierre Boussuge       |           | |
| 1817                                     | 1823                       | Guillaume Jallat           |           | |
| 1823                                     | 1826                       | Antoine Peytre             |           | |
| 1826                                     | 1831                       | Hugues Boutarel            |           | |
| 1831                                     | 1836                       | Antoine-Auguste Lepaitre   |           | |
| 1836                                     | 1840                       | Guillaume Jallat           |           | |
| 1840                                     | 1846                       | Hugues Boutarel            |           | |
| 1846                                     | 1862                       | Le Pelletier d'Aunay       |           | |
| 1862                                     | 1865                       | Léonce-Pierre de Rochefort |           | |
| 1865                                     | 1871                       | Antoine-Sylvain Fournier   |           | |
| 1871                                     | 1872                       | Commission municipale      |           | |
| 1872                                     | 1874                       | Annet-Eugène Rodier        |           | |
| 1874                                     | 1882                       | Antoine-Auguste Lepaitre   |           | |
| 1882                                     | 1883                       | Antoine-Sylvain Fournier   |           | |
| 1883                                     | 1891                       | Michel Bernard             |           | |
| 1891                                     | 1892                       | Annet-Eugène Rodier        |           | |
| 1892                                     | 1896                       | Jacques Mercier            |           | |
| 1896                                     | 1900                       | Michel Bernard-Dodel       |           | |
| ...                                      | ...                        | ...                        | ...       | ... |
| 1959                                     | 1971                       | M. Cellerier               |           | |
| ?                                        | ?                          | Paul Bador                 | PS        | Conseiller général du canton de Veyre-Monton (1979-1985)                                                     |
| 1983                                     | juin 1995                  | Bernard Guinot             | SE        | Retraité |
| juin 1995                                | En cours (au 28 août 2020) | Dominique Guélon,          | SE        | Médecin 4e vice-président de Gergovie Val d'Allier Communauté chargé de l'urbanisme opérationnel (2014-2016) |

## Écologie et polémique
Depuis l'été 2022, Orcet est sujet à de vives tensions au sujet d'une Orientation d'Aménagement et de Programmation dite OAP des Vergers. En effet l'équipe municipale menée par le maire Dominique Guélon a pour projet de bétonner une zone de 2 Hectares de terres agricoles le long d'un ruisseau, pour y installer des logements et commerces. Le projet est lancé sur des estimations de besoins de la population ne prenant pas en compte le dérèglement climatique en cours et l'impact d'un tel projet sur la biodiversité et les terres agricoles.
Dès le début de ce projet une vague de mobilisation citoyenne et associative s'est mise en place avec notamment l'installation d'une ZAD éphémère sur le site à protéger les 02, 03 et 04 juillet 2022,.
En septembre 2023, la mobilisation ne faiblit pas puisque ce sont 80 personnes qui ont assisté au conseil municipal exceptionnel durant lequel la mairie devait voter la préemption du terrain pour le moins litigieux puisqu'un arrangement semble avoir été passé avec la SAFER. Des terres agricoles seraient donc vendues à la municipalité pour un prix près de 3 fois supérieur au prix du marché agricole sur le territoire.
Le conseil municipal exceptionnel s'est déroulé à huis clos à la demande d'élus déstabilisés par la prise de conscience citoyenne et l'arrivée importante de badauds souhaitant assister au verdict. Les citoyens et citoyennes ont alors manifestés leur mécontentement face à ce qui a été ressenti comme un déni de démocratie. Les conseillés municipaux ayant voté pour la poursuite du projet sont donc ressortis sous une haie du déshonneur portée par des champs et sifflets de la part des manifestantes et manifestants.
La polémique enfle notamment car la parcelle de l'OAP était sous compromis de vente auprès de plusieurs particuliers et associations.
La lutte portée notamment par l'association STOP URBA 63, est une des nombreuses luttes emblématiques des luttes écologiques du territoire du Puy-de-dôme.

## Population et société

### Démographie

#### Évolution démographique
L'évolution du nombre d'habitants est connue à travers les recensements de la population effectués dans la commune depuis 1793. Pour les communes de moins de 10 000 habitants, une enquête de recensement portant sur toute la population est réalisée tous les cinq ans, les populations de référence des années intermédiaires étant quant à elles estimées par interpolation ou extrapolation. Pour la commune, le premier recensement exhaustif entrant dans le cadre du nouveau dispositif a été réalisé en 2008.

En 2022, la commune comptait 2 867 habitants, en évolution de +8,72 % par rapport à 2016 (Puy-de-Dôme : +2,1 %, France hors Mayotte : +2,11 %).
| 1793  | 1800  | 1806  | 1821  | 1831  | 1836 | 1841 | 1846 | 1851 |
| ----- | ----- | ----- | ----- | ----- | ---- | ---- | ---- | ---- |
| 1 202 | 1 459 | 1 474 | 1 480 | 1 450 | 965  | 962  | 964  | 967  |

| 1856 | 1861 | 1866 | 1872 | 1876 | 1881 | 1886 | 1891 | 1896 |
| ---- | ---- | ---- | ---- | ---- | ---- | ---- | ---- | ---- |
| 961  | 953  | 925  | 928  | 936  | 937  | 914  | 939  | 908  |

| 1901 | 1906 | 1911 | 1921 | 1926 | 1931 | 1936 | 1946 | 1954 |
| ---- | ---- | ---- | ---- | ---- | ---- | ---- | ---- | ---- |
| 800  | 733  | 651  | 518  | 603  | 567  | 557  | 566  | 564  |

| 1962 | 1968 | 1975  | 1982  | 1990  | 1999  | 2006  | 2008  | 2013  |
| ---- | ---- | ----- | ----- | ----- | ----- | ----- | ----- | ----- |
| 654  | 790  | 1 349 | 2 210 | 2 522 | 2 681 | 2 714 | 2 725 | 2 650 |

| 2018  | 2022  | - | - | - | - | - | - | - |
| ----- | ----- | - | - | - | - | - | - | - |
| 2 702 | 2 867 | - | - | - | - | - | - | - |

#### Pyramide des âges
La population de la commune est relativement âgée. En 2020, le taux de personnes d'un âge inférieur à 30 ans s'élève à 29,1 %, soit un taux inférieur à la moyenne départementale (34,1 %). Le taux de personnes d'un âge supérieur à 60 ans (30,7 %) est supérieur au taux départemental (28,2 %).
En 2020, la commune comptait 1 379 hommes pour 1 402 femmes, soit un taux de 50,41 % de femmes, inférieur au taux départemental (51,61 %).
Les pyramides des âges de la commune et du département s'établissent comme suit :
| Hommes | Classe d’âge | Femmes |
| ------ | ------------ | ------ |
| 0,3    | 90 ou +      | 0,7    |
| 7,2    | 75-89 ans    | 7,5    |
| 21,8   | 60-74 ans    | 24,1   |
| 22,9   | 45-59 ans    | 24,5   |
| 16,1   | 30-44 ans    | 16,8   |
| 13,8   | 15-29 ans    | 11,6   |
| 18     | 0-14 ans     | 14,9   |

| Hommes | Classe d’âge | Femmes |
| ------ | ------------ | ------ |
| 0,7    | 90 ou +      | 2,1    |
| 7,4    | 75-89 ans    | 10,2   |
| 17,7   | 60-74 ans    | 18,6   |
| 20,2   | 45-59 ans    | 19,2   |
| 18,4   | 30-44 ans    | 17,4   |
| 18,6   | 15-29 ans    | 17,2   |
| 17     | 0-14 ans     | 15,3   |

### Enseignement
Orcet dépend de l'académie de Clermont-Ferrand. Elle gère les écoles maternelle et élémentaire publiques Paul-Bador.
Hors dérogations à la carte scolaire, les collégiens se rendent au collège La Ribeyre, à Cournon-d'Auvergne, et les lycéens à Clermont-Ferrand, aux lycées Jeanne-d'Arc ou Blaise-Pascal.

## Économie
Orcet est historiquement un village vigneron bien qu'il ne reste plus que deux vignerons sur son territoire. Aujourd'hui, la majorité des Orcétois travaillent dans la ville voisine de Clermont-Ferrand.

## Culture et patrimoine

### Lieux et monuments
- Les quatre bornes délimitant le camp fortifié de Jules César lors du siège de Gergovie.
- Son église des XIIe et XIIIe siècles a possédé deux clochers au cours de son histoire. L'ancien est de style roman. L'actuel est étrange pour une ville auvergnate, car il est d'origine bourguignonne et est fait de tuiles vernissées représentant des épis de blé et des grappes de raisin.
- La maison natale de Georges Couthon.
- Le bourg a conservé son organisation médiévale en cercle, due aux anciens remparts dont il subsiste quelques restes.

### Cinéma
- En 1955, Gilles Grangier tourna devant et dans l'ancien relais routier de l'ancienne RN 9 (D 978 aujourd'hui) une séquence du film Gas-oil, avec Jean Gabin et Jeanne Moreau.

### Personnalités liées à la commune
- Georges Couthon, député du Puy-de-Dôme pendant la Révolution.